# Kazimierz Zarankiewicz

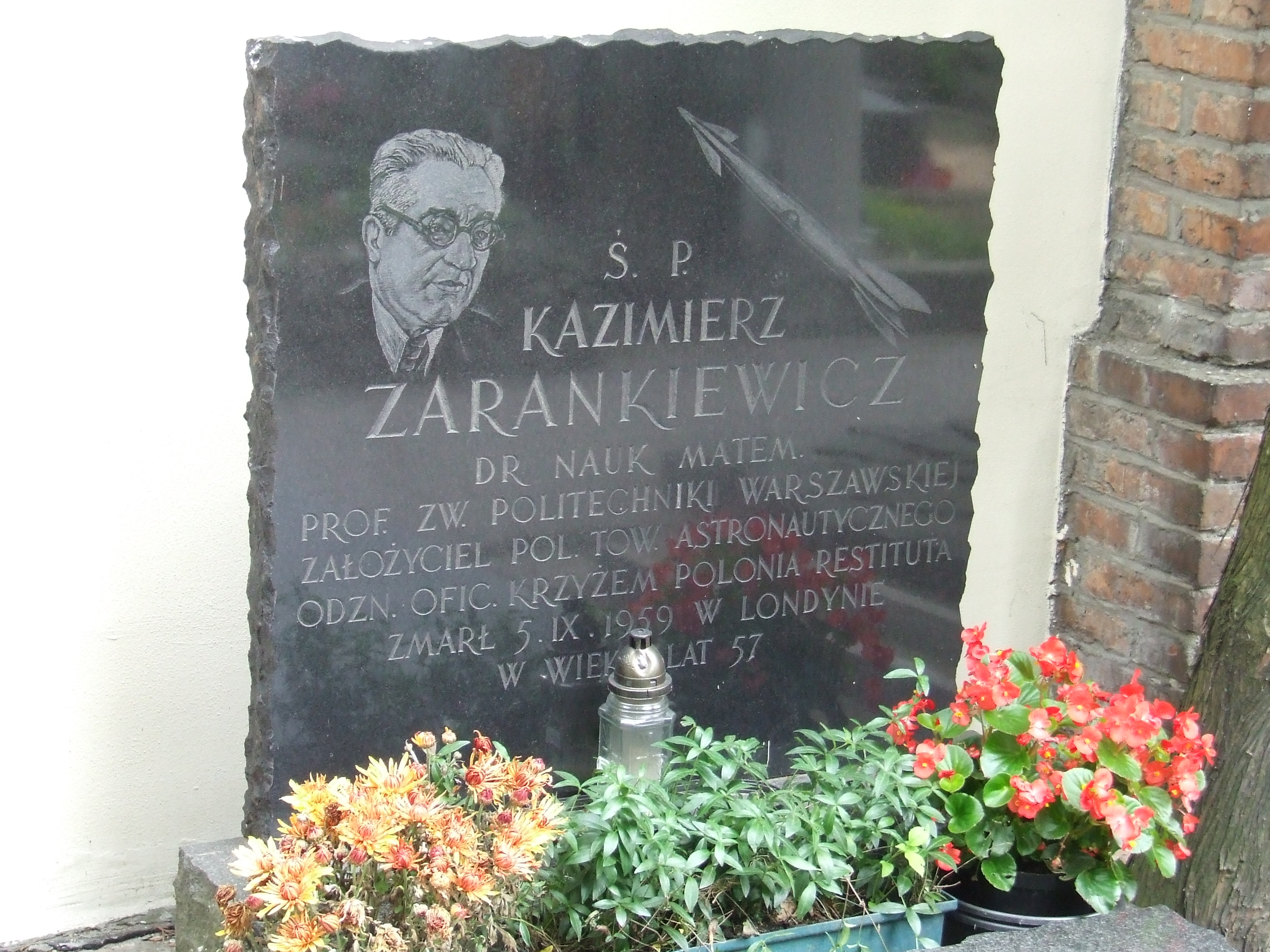
Sepultura de Zarankiewicz no Cemitério de Powązki

Kazimierz Zarankiewicz (Częstochowa, 2 de maio de 1902 – Londres, 5 de setembro de 1959) foi um matemático polonês. Seus campos principais de pesquisa foram topologia, números complexos e teoria dos números.
Estudou na Universidade de Varsóvia, onde conviveu como estudante com Zygmunt Janiszewski, Stefan Mazurkiewicz, Wacław Sierpiński, Kazimierz Kuratowski e Stanisław Saks.